# سیارک ۶۷۳۰۸
سیارک ۶۷۳۰۸ (به انگلیسی: 67308 Oveges، نامگذاری:2000HD) شصت و هفت هزار و سیصد و هشتمین سیارک کشف شده‌است که در ۲۱ آوریل ۲۰۰۰ کشف شد.